# Pinara (Lycie)
Pinara (lycien : 𐊓𐊆𐊍𐊍𐊁𐊑𐊏𐊆 Pilleñni, probablement de l'adjectif «rond»; grec moderne : τὰ Πίναρα, anciennement Artymnesus ou Artymnesos selon un récit) était une grande ville de l'ancienne Lycie au pied du mont Cragus (aujourd'hui mont Babadağ), non loin de la rive ouest de la rivière Xanthos, homonyme de l'ancienne ville de Xanthos (de nos jours Eşen Stream).
Les vestiges de plusieurs temples antiques y sont visibles, ainsi que des tombes rupestres comprenant une "tombe royale", une acropole supérieure et une acropole inférieure, un théâtre, un odeon, une agora et une église. Le nom Pinara a été assimilé au nom du village actuel de Minare, à demi-heure en contrebas du site, et dépendant du district de Fethiye de la province de Muğla, en Turquie.

## Origine du nom

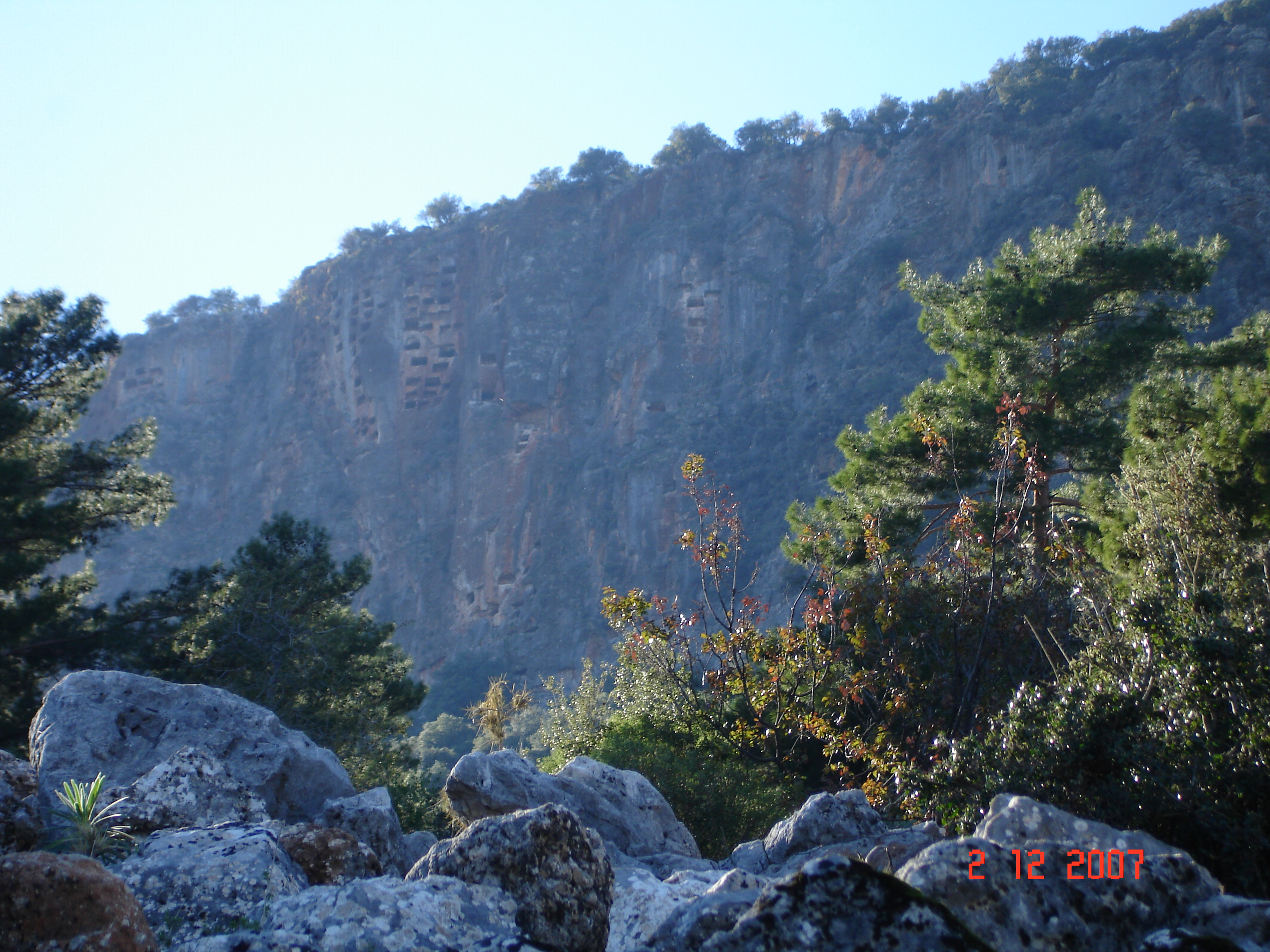
Falaise avec des tombes taillées dans la roche dominant Pinara, située sur un massif rocheux «rond», qui aurait donné son nom à la ville antique.

Le culte de Pandarus, héros lycien de la guerre de Troie, y était célébré, ce qui a conduit certaines sources à conclure qu'il était originaire de la ville.
Selon l'histoire lycienne de Menecrates, citée par Stephanus de Byzance , la ville était une colonie de Xanthos, et son nom original serait Artymnesos (grec ancien : Ἀρτύμνησος). Ce nom serait antérieur au nom de langue lycienne Pinara, dérivé de la forme "Pilleñni" ou "Pinale" signifiant une "colline ronde" ou simplement "ronde", ceci basé sur une hypothèse d'échange de consonnes liquides[réf. nécessaire]. La ville est en effet située sur une masse arrondie de roche; de plus, un rocher plus ou moins circulaire domine les ruines. Une autre source, Panyassis, mentionne également un fondateur éponyme du nom de Pinarus, fils de Tremiles ou Termilus; ce récit n'est toutefois considéré par certaines sources comme pas plus étayé que les autres hypothèses concernant la préséance des noms[réf. nécessaire].

## Histoire
La ville, bien qu'elle ne soit pas souvent mentionnée par les écrivains antiques, semble, d'après ses vastes et belles ruines, avoir été, d'après Strabon, l'une des plus grandes de Lycie, et sa principale ville portuaire jusqu'à ce que le port soit ensablé pour former les zones humides remplies de roseaux, visibles aujourd'hui.
Une autre mention occasionnelle de la ville dans les sources anciennes est liée à l'aide qu'elle a fournie, avec plusieurs autres villes lyciennes, à Pixodarus de Caria.

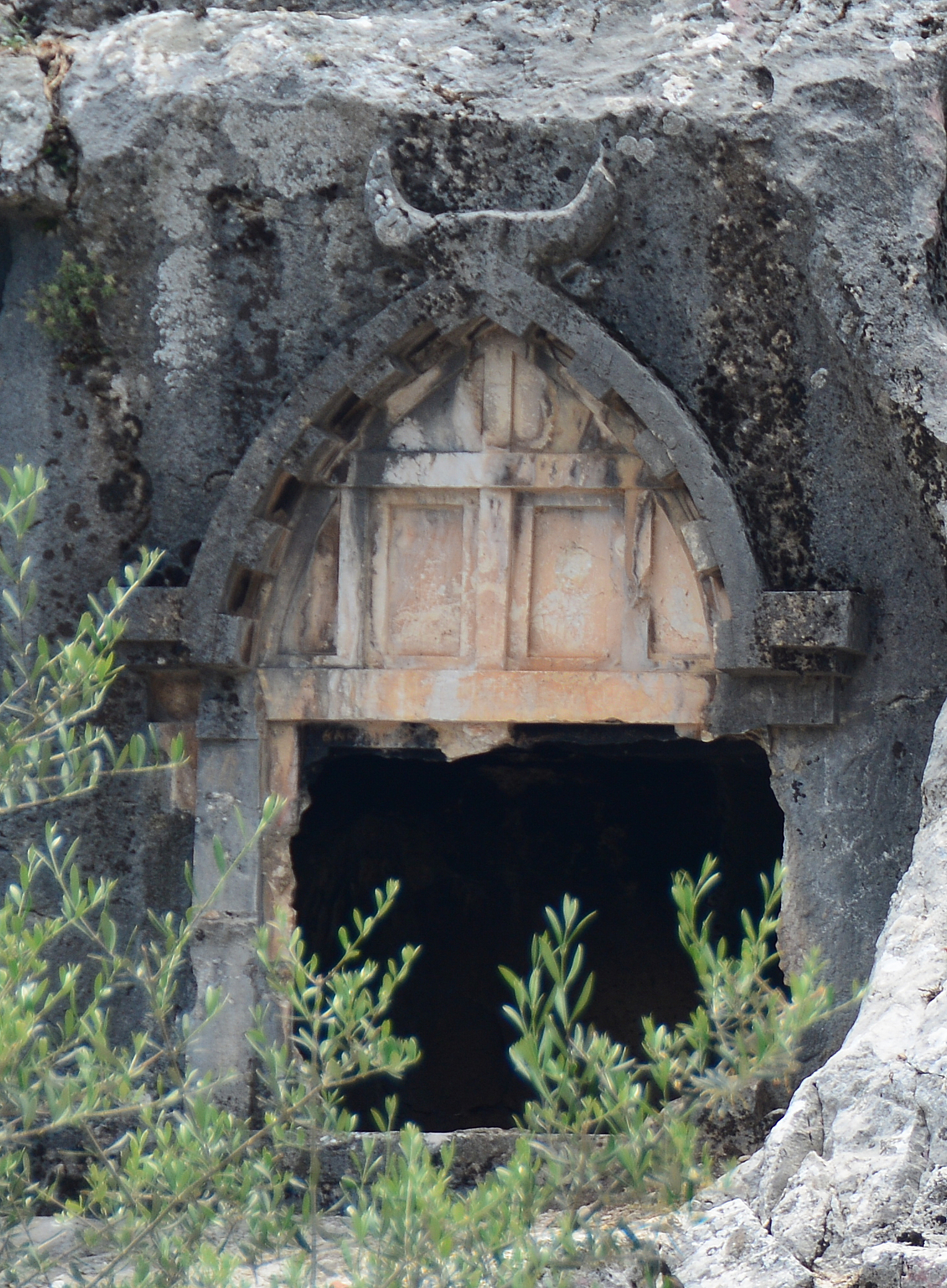
Tombeau taillé dans la roche d'Ogival à Pinara,

Pinara était membre de la Ligue lycienne, dans laquelle elle détenait trois voix. La ville s'est rendue à Alexandre le Grand en 334 av. J.-C. Après la mort d'Alexandre, la ville est tombée aux mains du royaume de Pergame. Pinara est devenue une ville romaine lorsque Pergame a été léguée par son dernier roi Attale III à la République romaine en 133 av. J.-C. La ville a connu la prospérité pendant la domination romaine, mais a été gravement endommagée par les tremblements de terre en 141 et 240. Dans le premier cas, la ville aurait reçu une contribution d'Opramoas pour la réparation des bâtiments publics[réf. nécessaire].

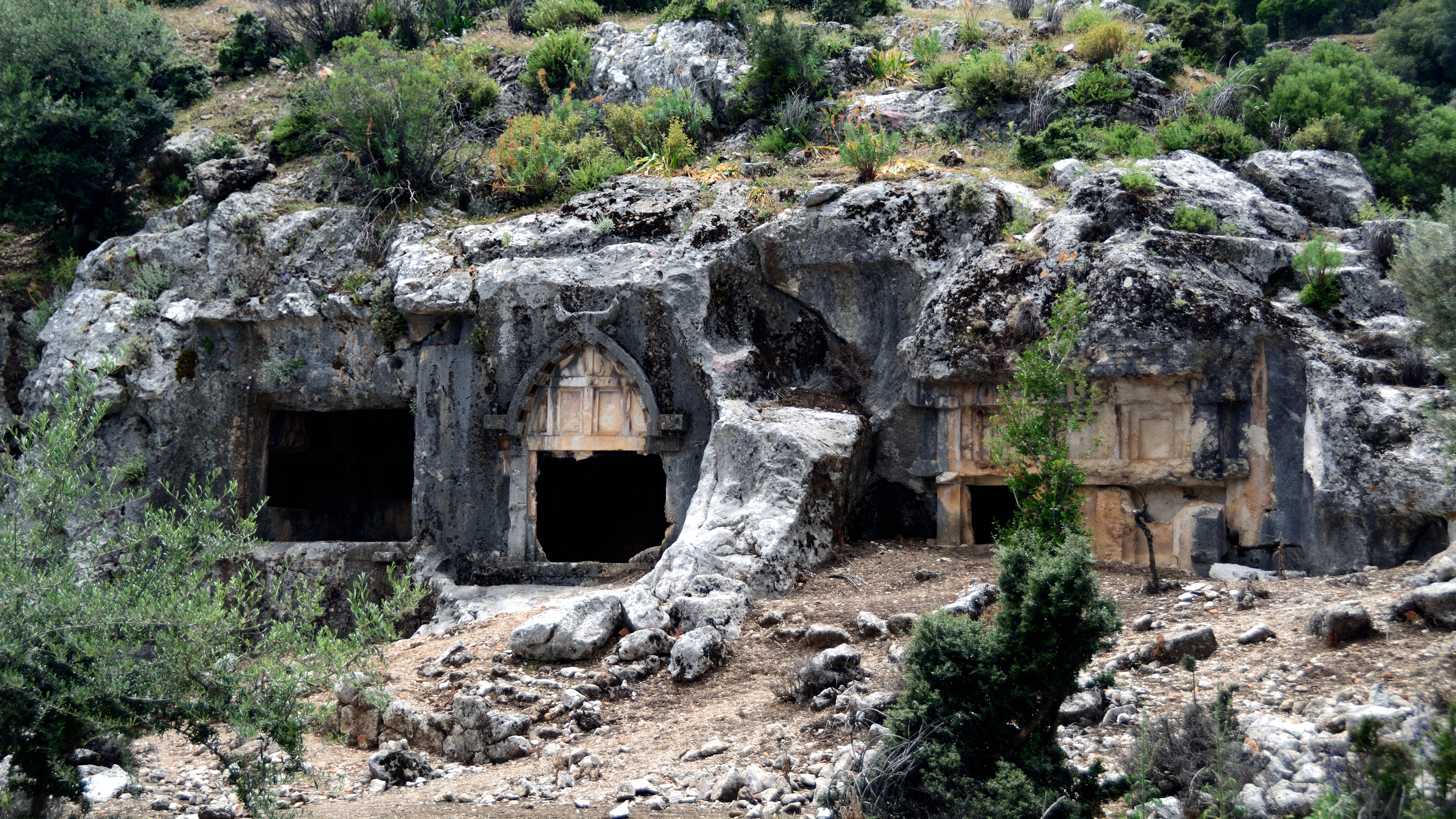
Tombes taillées dans la roche à Pinara.

Pinara a été christianisé tôt. Cinq évêques sont connus: Eustache, qui a signé la formule d'Acace de Césarée au concile de Séleucie en 359; Héliodore, qui a signé la lettre des évêques de Lycie à l'empereur Léon Ier le Thrace (458); Zenas, présent au Conseil Trullan (692); Théodore, au deuxième concile de Nicée (787); Athanase, au synode qui a rétabli le patriarche Photius I de Constantinople (le Conseil Photian) en 879. Pinara était le lieu de naissance de Nicolas de Myra. Sous la pression répétée d'invasions, la ville a perdu ses habitants au IXe siècle.

## Découverte scientifique
Les ruines de Pinara ont été identifiées par Sir Charles Fellows. Du milieu de la ville antique, dit-il, s'élève une falaise rocheuse ronde singulière (la pinara des Lyciens), littéralement parsemée de tombes. Sous cette falaise se trouvent les ruines d'une splendide grande ville. Le théâtre est en parfait état; tous les sièges sont restés, avec les côtés inclinés vers l'avant-scène, ainsi que plusieurs de ses portes. Les murs et plusieurs bâtiments sont en maçonnerie cyclopéenne, avec des portes massives formées de trois immenses pierres. Les tombes sont innombrables et les inscriptions sont en caractères lyciens, mais le grec se trouve aussi souvent sur les mêmes tombes. Certaines de ces tombes rupestres sont ornées de sculptures fines et riches.
L'évêché chrétien de Pinara, qui n'est plus un siège résidentiel, mais un Siège titulaire est inclus dans la liste des sièges titulaires de l' Église catholique.